# Herbert Roper-Barrett
Herbert Roper-Barrett, KC (Essex, 24 de noviembre de 1873 - Horsham, Sussex, 27 de julio de 1943) fue un jugador de tenis británico.
Formó parte del equipo de las islas británicas que jugó el Desafío Internacional de Tenis 1900, el primer desafío que más tarde se convertiría en la Copa Davis. Ganó el torneo olímpico de los Juegos Olímpicos de Londres 1908 en los dobles de salón, jugando junto a Arthur Gore. En 1909, ganó jugando dobles en Wimbledon. En los Juegos Olímpicos de Estocolmo en 1912, llegó a la final del torneo de dobles mixtos de salón, pero fue derrotado por otro dúo británico formado por Edith Hannam y Charles Dixon. 
Pondrían en duda incluso los desafíos internacionales de 1907, 1912, 1913, 1914 y 1919.